# Atomosia selene
Atomosia selene är en tvåvingeart som beskrevs av Charles Howard Curran 1935. Atomosia selene ingår i släktet Atomosia och familjen rovflugor. Inga underarter finns listade i Catalogue of Life.